# سیارک ۱۰۷۶۳۸
سیارک ۱۰۷۶۳۸ (به انگلیسی: 107638 Wendyfreedman، نامگذاری:2001EU13) صد و هفت هزار و ششصد و سی و هشتمین سیارک کشف شده‌است که در ۱۵ مارس ۲۰۰۱ کشف شد.